# Tokary (województwo lubelskie)
Tokary – wieś w Polsce położona w województwie lubelskim, w powiecie biłgorajskim, w gminie Turobin.
Wieś jest sołectwem w gminie Turobin. Według Narodowego Spisu Powszechnego z roku 2011 wieś liczyła 355 mieszkańców i była siódmą co do liczby ludności miejscowością gminy.

## Historia
Historia Tokar sięga końca lat 70. XVIII wieku, kiedy to zarząd Ordynacji Zamojskiej podjął decyzję o wyrębie lasów na południowy-zachód od Turobina i przeznaczeniu powstałego w ten sposób karczowiska pod uprawę zbóż. W celu obróbki pozyskanego z wyciętych lasów drewna na wschodnim krańcu wsi założono małą manufakturę i potażnię. Od tego drugiego zakładu wzięła się jedna z pierwotnych nazw miejscowości − Szopy Potarniowe/Potażne.
Tokary zostały zasiedlone dwiema grupami osadników. Pierwszą stanowili częsciowo spolonizowani Rusini wyznania greckokatolickiego, pochodzący głównie z pobliskiego Otrocza. Drugą grupę stanowili Polacy wyznania rzymskokatolickiego, którzy przybyli z innych, okolicznych wsi (m.in. Chrzanowa, Goraja, Batorza czy Łady). Obydwie grupy były równe ilościowo i zgodnie współistniały przez wiele lat, na porządku dziennym były małżeństwa mieszane. Unici zamieszkiwali głównie zachodnią część wsi, zaś łacinnicy wschodnią. Część mieszkańców pochodzenia rusińskiego na przestrzeni lat zmieniła swój ryt na łaciński, zdarzały się również sytuacje odwrotne. W 1799 roku Tokary zamieszkiwało 358 osób.
Do początków XIX wieku Tokary należały do otrockiej, zaś później do tarnawskiej parafii unickiej. Od 1845 roku wieś ponownie w parafii otrockiej. Przez cały okres swojego istnienia Tokary należały do parafii rzymskokatolickiej w Turobinie. Mieszkańcy wsi byli zwolnieni z płacenia dziesięciny i danin kościelnych.
Na przełomie lat 40. i 50. XIX wieku Tokary pogrążyły się w kryzysie. Jego głównymi przyczynami były: nieurodzaj lat 1845−1847 i nawracająca w latach 1847−1856 epidemia cholery. Spowodowało to spadek liczby ludności wsi. W wyniku epidemii wymarło lub zostało zdziesiątkowanych kilka mniejszych rodzin. Poza tym, w wyniku podwyżki ciężarów fiskalnych przez administrację Ordynacji, 5 rodzin unickich wpadło w spiralę zadłużenia i musiało sprzedać swoje gospodarstwa. Część z nich opuściła wieś, udając się do okolicznych miejscowości i folwarków.  W miejsce tych rodzin napłynęło kilka kolejnych z Otrocza.
W latach 50. i 60. XIX wieku proces latynizacji tokarskich Rusinów nieco przyspieszył. W 1864 unici stanowili 40% liczby wszystkich gospodarzy. Proces ten postępował aż do kasaty unii w 1875 roku. Nie stanowił on jednak przeszkody w przyjęciu przez sporą część pozostałych unitów prawosławia. Te zaś osoby, które stawiały pewien opór, z chwilą wydania ukazu tolerancyjnego w 1905 roku przyjęły rzymski katolicyzm. Kolejne fale konwersji miały miejsce w latach 1919−1922 (rewindykacja cerkwi otrockiej) i 1945−1946 (koniec II wojny światowej).
W dniach 22−24.05.1944 wojska hitlerowskie dokonały pacyfikacji wsi. W jej wyniku spalono 333 budynki, a także zabito 45 sztuk inwentarza. W tamtym czasie Tokary były zamieszkane przez 556 osób.
W latach 1975–1998 miejscowość położona była w województwie zamojskim.